# Liste der Monuments historiques in Saint-Germain-Laval (Seine-et-Marne)
Die Liste der Monuments historiques in Saint-Germain-Laval (Seine-et-Marne) führt die Monuments historiques in der französischen Gemeinde Saint-Germain-Laval auf.

## Liste der Bauwerke
| Bezeichnung                  | Beschreibung              | Standort               | Kennzeichnung | Schutzstatus | Datum | Bild           |
| ---------------------------- | ------------------------- | ---------------------- | ------------- | ------------ | ----- | -------------- |
| Kirche St-Germain-St-Laurent | Erbaut im 13. Jahrhundert | Place de Verdun (Lage) | PA77000023    | Inscrit      | 2007  | weitere Bilder |

## Liste der Objekte
Zum Verständnis siehe: Kirchenausstattung
- Monuments historiques (Objekte) in Saint-Germain-Laval (Seine-et-Marne) in der Base Palissy des französischen Kultusministeriums